# Lourenço Gomes de Abreu
Lourenço Gomes de Abreu (c. 1295 - c. 1365) foi um nobre português e o 7.º senhor da Torre e honra de Abreu.

## Biografia
Segundo o escritor e genealogista do século XVII, Alão de Morais, foi embaixador do rei D. Afonso IV na corte de D. Jaime II de Aragão e também na corte do rei D. Afonso XI de Castela, onde esteve a tratar das pazes entre os dois reinos peninsulares.
Foi senhor de vários coutos (nomeadamente do Couto de Regalados Barbeita, e do de Valadares por sua mãe e dos Castelos de Lapela e Melgaço), além de senhor de Froião.
Segundo o genealogista Manuel José da Costa Felgueiras Gaio, Lourenço Gomes foi, na sua época, um dos maiores fidalgos de entre Douro e Minho e procurador dos Fidalgos da dita Província, de onde veio, no tempo do Rei Dinis I de Portugal.
É referido, juntamente com sua mulher, no Nobiliário do Conde D. Pedro, que porém não o filia.

## Relações familiares
Era filho de Gomes Lourenço de Abreu, nascido cerca de 1250 e de D. Guiomar Lourenço de Valadares.
Foi casado com D. Teresa Correia de Azevedo, de quem terá tido 5 filhos (porém, Gomes Gonçalves poderá ter sido filho fora do casamento), havendo dados seguros sobretudo em relação a dois deles, Vasco e Diogo:
1. Vasco Gomes de Abreu, nascido provavelmente c. 1320, e casado com D. Maria Roiz de Portocarreiro, filha de Fernão Anes de Portocarreiro e de Maria Vasques de Resende e supostamente com Deu-la-deu Martins Palhares.
2. Gomes Gonçalves de Abreu, casado com D. Maria Soares Tangil, filha de Rui Trancoso de Lira, Senhor de Lira e de Brites Álvares Bacelar,
3. D. Beatriz Gomes de Abreu casada com João Vicente de Valência.
4. D. Guiomar Lourenço de Abreu casada com Soeiro Afonso Soares Tangil.
5. Diogo Gomes Abreu, nascido cerca de 1322 e casado com D. Violante Afonso, senhora que foi do couto de Barbeita, foram viver para as Beiras (Covilhã) .